# Groutiella maracaibensis
Groutiella maracaibensis là một loài Rêu trong họ Orthotrichaceae. Loài này được (Broth.) B.H. Allen & Goffinet mô tả khoa học đầu tiên năm 2002.